# 米特罗欣档案
米特罗欣档案是前克格勃档案员瓦西里·米特罗欣于1992年携带装满了整整6个皮箱的档案叛逃至英国後公開的檔案。他叛逃的消息直至1999年才正式公开。米特罗欣档案內只有米特罗欣的手写笔记，并且从未有任何原始文件或复印件能證明这些笔记的真實性。 许多学者仍然对米特罗欣档案的内容和真实性表示怀疑。 
軍情五處官方史学家克里斯托弗·安德鲁曾以米特罗欣档案中的材料为参考，写成了两本书：《剑与盾》（The Sword and the Shield，1999年）、《世界在随着我们的意愿运转：克格勃与争夺第三世界之战》（The World Was Going Our Way: The KGB and the Battle for the Third World，2005年）。两部书详述了苏联在世界各地秘密进行的情报活动。书中亦包含关于曾在军情六处短暂就职的英国外交官盖伊·伯吉斯的内容，据称此人经常酗酒；米特罗欣档案指出，盖伊·伯吉斯曾在1945年上半年和1949年12月分别向克格勃提供了至少389份和168份绝密文件。
米特罗欣档案中的笔记指出，苏联武器装备中有一大半都是以美国的设计为基础制造的，克格勃还曾在亨利·基辛格担任美国国务卿期间窃听过他的电话，并在几乎所有美国国防承包商的设施中安插了间谍。笔记还称约有35名法国高级政客曾在冷战期间为克格勃服务；克格勃已经渗透进了西德的各大主要政党、司法系统以及警察系统。为了备战，苏联准备在美国、加拿大等国家境内进行大规模破坏行动，比如藏匿武器；米特罗欣曾称西方诸国警方依靠他提供的信息清除或摧毁了几处武器藏匿点。